# Ceratotherium
Ceratotherium — рід ссавців з родини носорогових. Рід складається з єдиного сучасного виду і його вимерлих родичів Ceratotherium neumayri і Ceratotherium mauritanicum, синонімом яких вважається Ceratotherium efficax. Інший вид, відомий як Ceratotherium praecox, тепер вважається членом спорідненого Diceros.